# Estelle Fialon
Estelle Fialon (França, 31 de dezembro de 1969) é uma produtora cinematográfica israelense. Como reconhecimento, foi nomeada ao Oscar 2013 na categoria de Melhor Documentário em Longa-metragem por The Gatekeepers.